# Gordon Dunlap Bennett

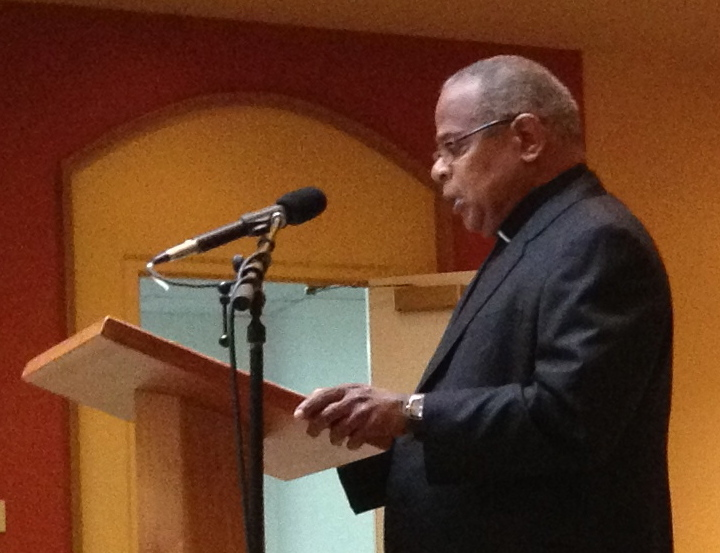
Gordon Dunlap Bennett

Gordon Dunlap Bennett SJ (* 21. Oktober 1946 in Denver, Colorado) ist ein US-amerikanischer Geistlicher der Römisch-katholischen Kirche und Altbischof von Mandeville in Jamaika.

## Leben
Gordon Bennett besuchte die Loyola Grammar School der Jesuiten in seiner Heimatstadt und – nach dem Umzug seiner Familie nach Los Angeles – die dortige Loyola High School der Jesuiten. Nach Abschluss der Schulzeit trat er der Ordensgemeinschaft der Jesuiten bei. Er studierte Pädagogik und Schulverwaltung an der Loyola University in Los Angeles, an der Jesuit School of Theology in Berkeley und an der Fordham University in New York City. Seine Studien schloss er mit dem Master of Arts (M.A.) im Fach Secondary School Administration ab. Am 14. Juni 1975 empfing er die Priesterweihe. Anschließend war er vor allem als Schulleiter an Gymnasien seines Ordens tätig, u. a. an seiner einstigen Schule, der Loyola High School in Los Angeles.
Papst Johannes Paul II. ernannte Gordon Dunlap Bennett am 23. Dezember 1997 zum Weihbischof in Baltimore und Titularbischof von Nesqually. Der Erzbischof von Baltimore, William Henry Kardinal Keeler, spendete ihm am 3. März desselben Jahres die Bischofsweihe; Mitkonsekratoren waren Carlos Arthur Sevilla SJ, Bischof von Yakima und George Vance Murry SJ, Weihbischof in Chicago.
Der Papst ernannte ihn am 6. Juli 2004 zum Bischof von Mandeville. Im Mai 2006 wurde er beschuldigt, in Jamaika einen jungen Erwachsenen sexuell bedrängt zu haben. Am 8. August 2006 trat er von seinem Amt als Bischof zurück. Eine kirchliche Untersuchung sprach ihn im Jahre 2009 von der Anschuldigung frei. Im August 2018 wurde der Fall wieder aufgenommen. Im März 2019 wurden ihm alle priesterlichen Tätigkeiten im Erzbistum Baltimore untersagt.

## Wahlspruch
Gordon Bennetts Wahlspruch lautet: Grace upon Grace („Gnade über Gnade“) und ist dem Johannesevangelium entnommen (Joh 1,16 ).